# Fosse no 11 bis des mines de Lens
La fosse no 11 bis, dite Saint Albert ou Albert Crespel, est un ancien charbonnage du Bassin minier du Nord-Pas-de-Calais, situé à Liévin. Il s'agit d'un puits d'aérage qui, au lieu d'être situé sur le même carreau que le puits principal, est localisé sur un site différent. Le fonçage, commencé en 1907, a lieu deux ans avant la mise en fonction du puits. Celui-ci, n'a jamais extrait de houille, puisqu'il ne disposait pas d'installations pour le faire.
La Compagnie des mines de Lens est nationalisée en 1946, et intègre le Groupe de Lens. En 1952, ce dernier fusionne avec le Groupe de Liévin pour former le Groupe de Lens-Liévin. Devenu inutile, le puits est fermé et remblayé en 1972, le chevalement en béton armé démoli six ans plus tard.
Au début du XXIe siècle, Charbonnages de France matérialise la tête de puits no 11 bis. Le site, longtemps resté un terrain vague, a été reconverti en un lotissement. Le puits trône au milieu d'un espace vert.

## Historique
Les travaux de la fosse no 11, dite Saint Pierre ou Pierre Destombes, commencent en 1891, ou le 4 janvier 1893, au sud de Loos-en-Gohelle, près des limites avec Lens et Liévin. L'exploitation commence le 1er juin 1894. Les travaux prenant de l'importance au fil des années, il s'avère nécessaire d'ajouter un second puits, destiné à l'aérage. Celui-ci, au lieu d'être situé sur le même carreau, est ouvert à 875 mètres au sud-ouest de la fosse no 11. Il s'agit d'un cas assez rare dans le bassin minier, où les puits d'aérage sont la plupart du temps situés sur le même carreau. Or, les fosses nos 2 - 2 bis, 9, 11, 12, 13, 14, 16 de la Compagnie des mines de Lens ont pour particularité d'avoir leur puits d'aérage ouvert sur un autre carreau.
Le fonçage du puits d'aérage est commencé en 1907, ou le 24 mars 1908. Le terrain houiller est atteint à 139 mètres de profondeur. Il est mis en fonction le 29 mai 1909, et assure jusqu'en 1919 l'aérage des fosses nos 11 et 3 - 3 bis, cette dernière est située à 1 370 mètres au sud. Pendant la Première Guerre mondiale, la fosse, à l'instar de toutes celles de la Compagnie, est détruite. Elle est reconstruite après guerre avec un chevalement en béton armé. Elle assure désormais le retour d'air des fosses nos 3 - 3 bis et 16. le puits no 16, ouvert à la même période que le puits no 11 bis, est situé 433 mètres à l'est-nord-est.
La Compagnie des mines de Lens est nationalisée en 1946, et intègre le Groupe de Lens. Le puits est, en 1951, ravalé à 432,70 mètres. En 1952, le Groupe de Lens fusionne avec le Groupe de Liévin pour former le Groupe de Lens-Liévin. La fosse no 11 bis assure l'aérage de la fosse no 11, puis à partir de 1960, de la concentration du 11 - 19. Au fil des années, les puits annexes de la concentration sont fermés. Le puits no 11 bis l'est en 1972. Il est remblayé la même année. Le chevalement et les installations sont détruits en 1978.
Au début du XXIe siècle, un lotissement est construit sur le carreau de fosse. Le puits est situé au milieu d'un espace vert. Charbonnages de France y installe une tête de puits matérialisée.

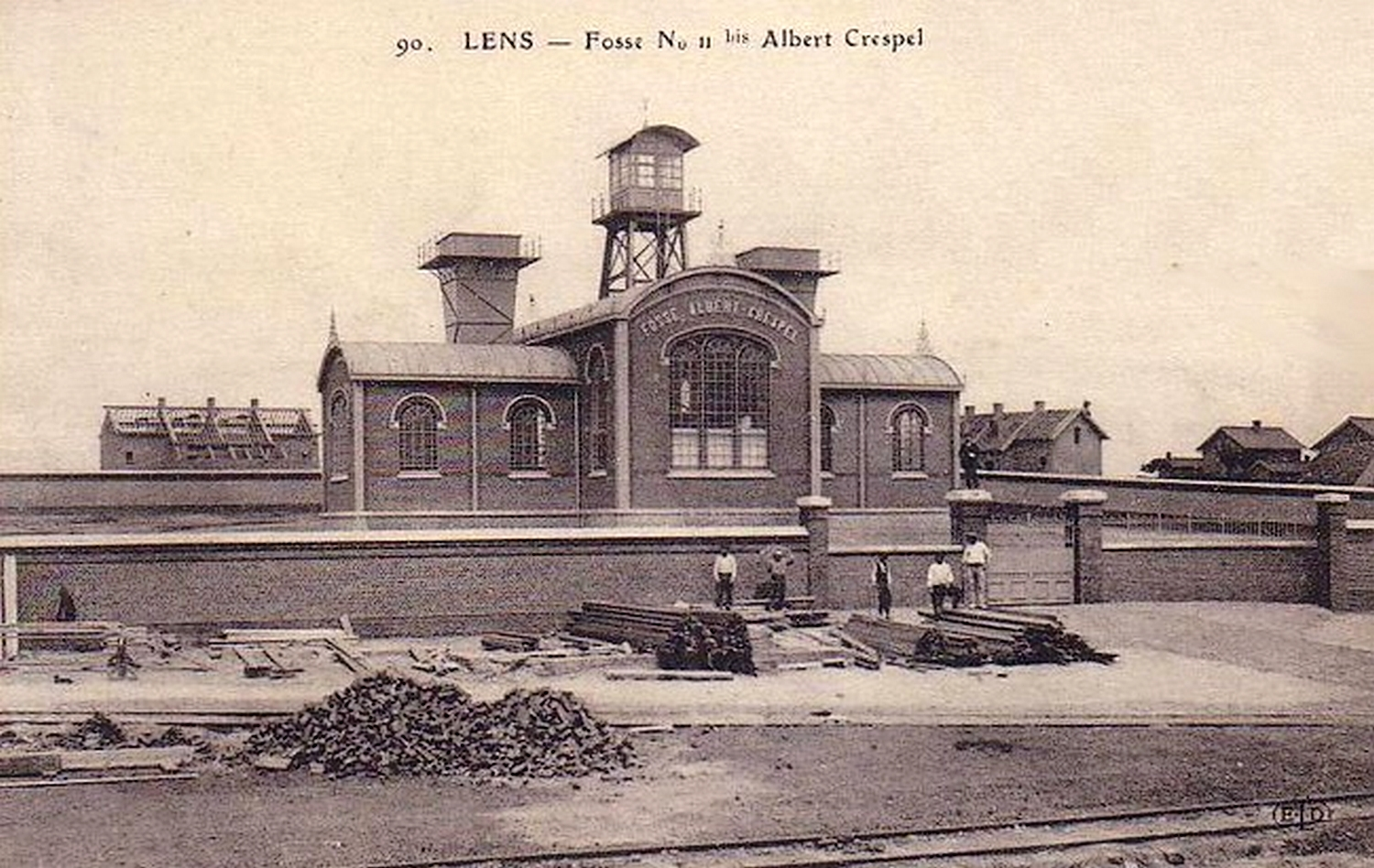
La fosse avant la Première Guerre mondiale.
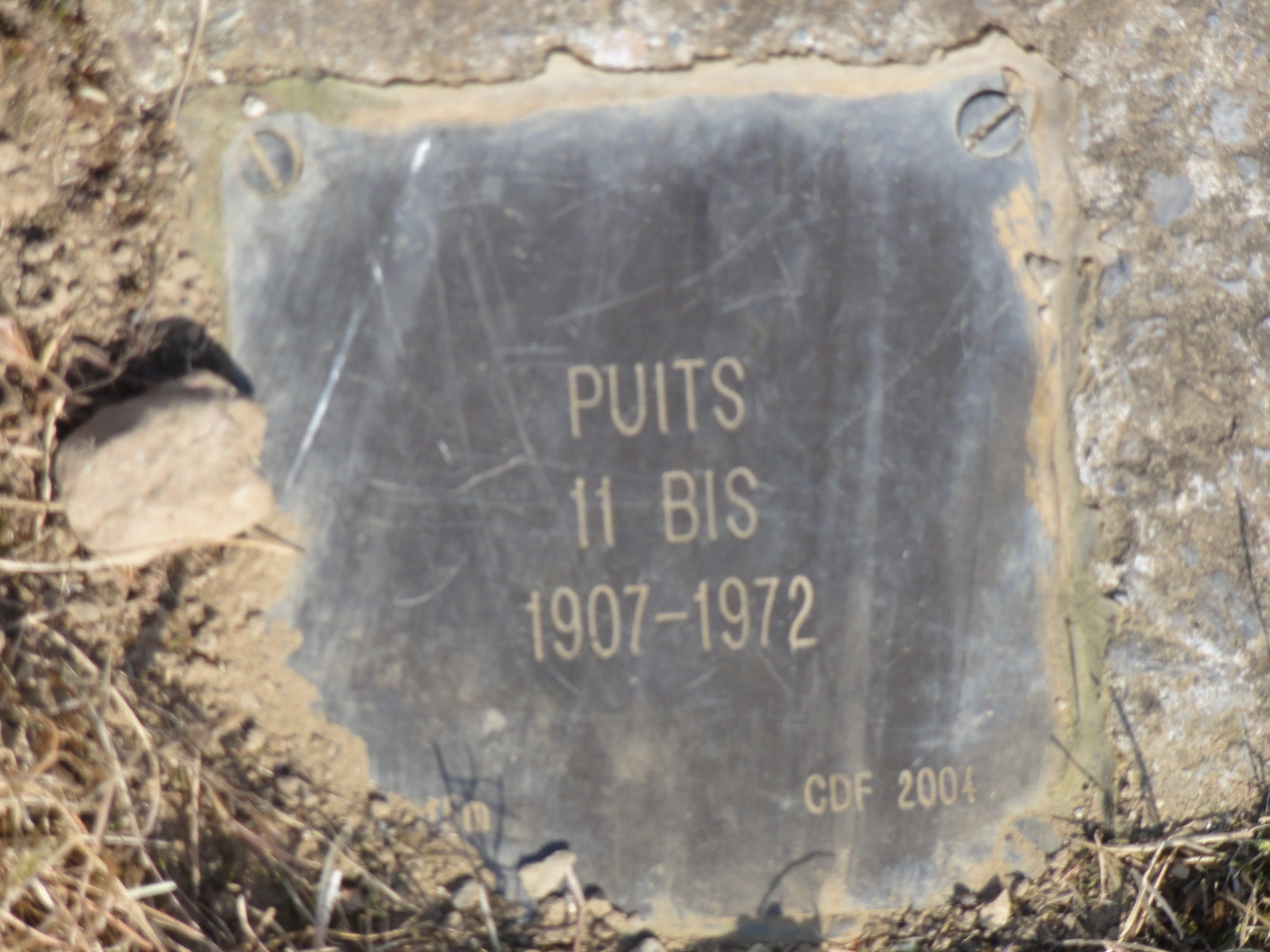
La plaque apposée sur la tête de puits matérialisée.
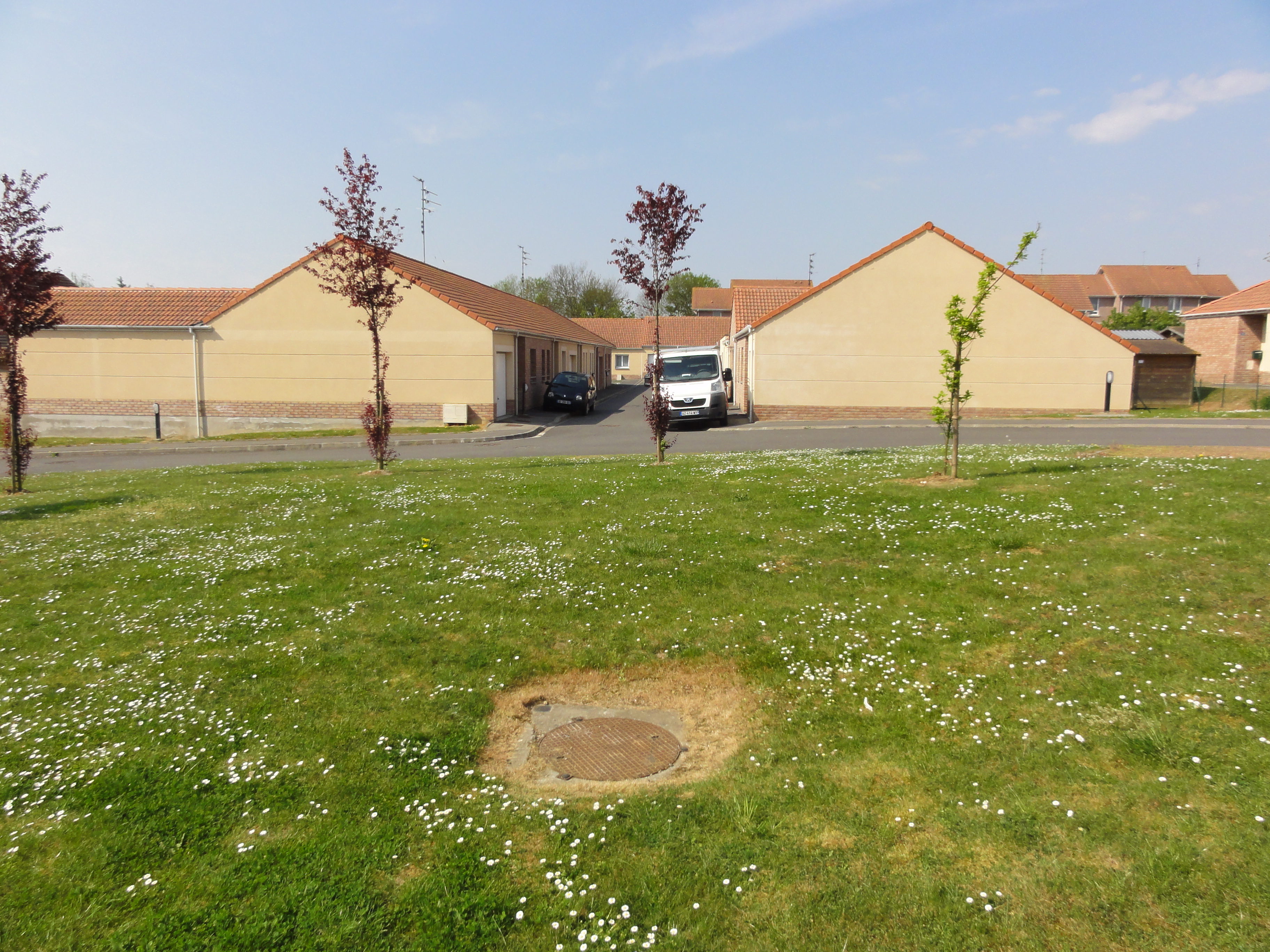
Le puits et son environnement.
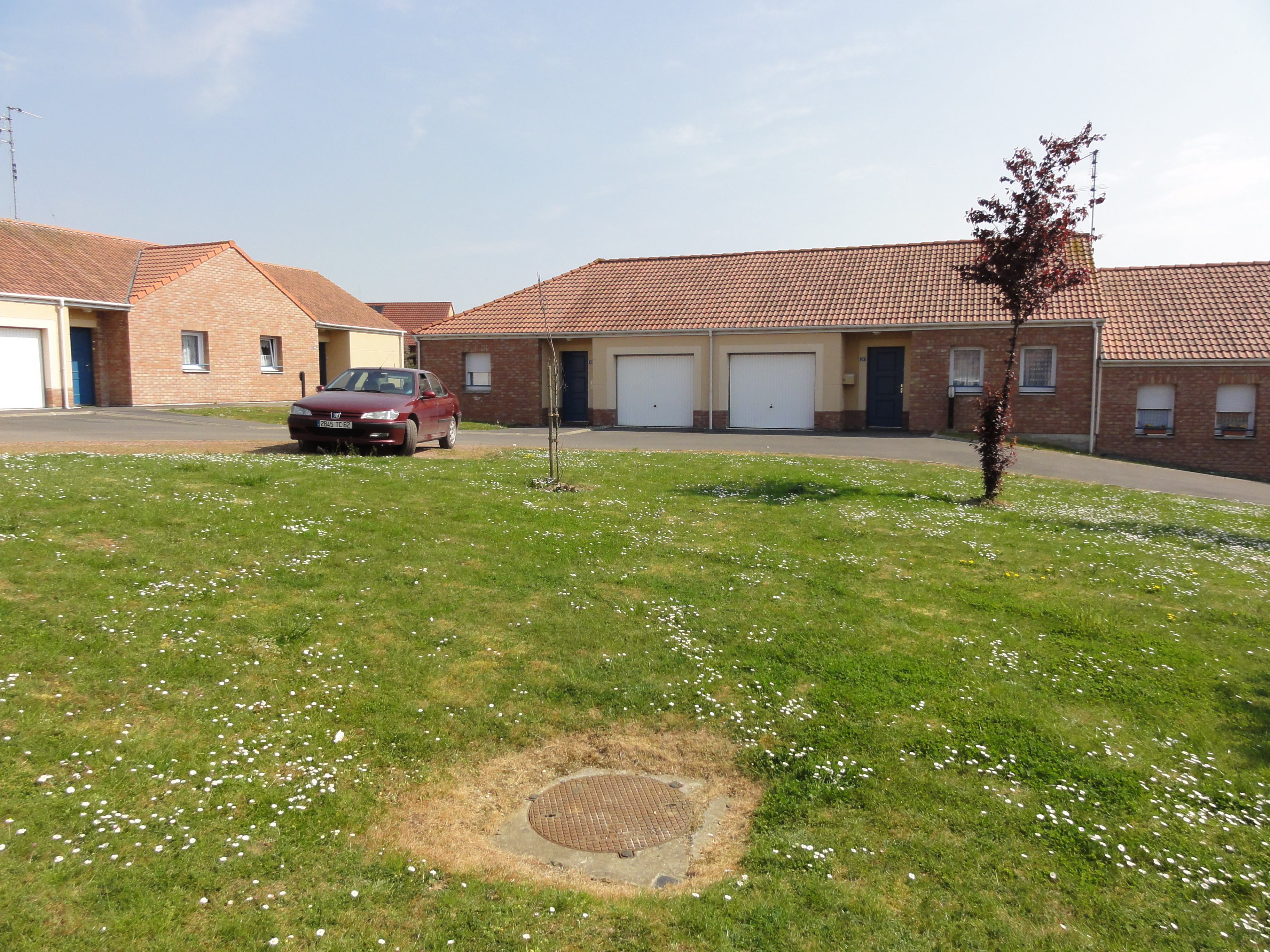
Le puits et son environnement.
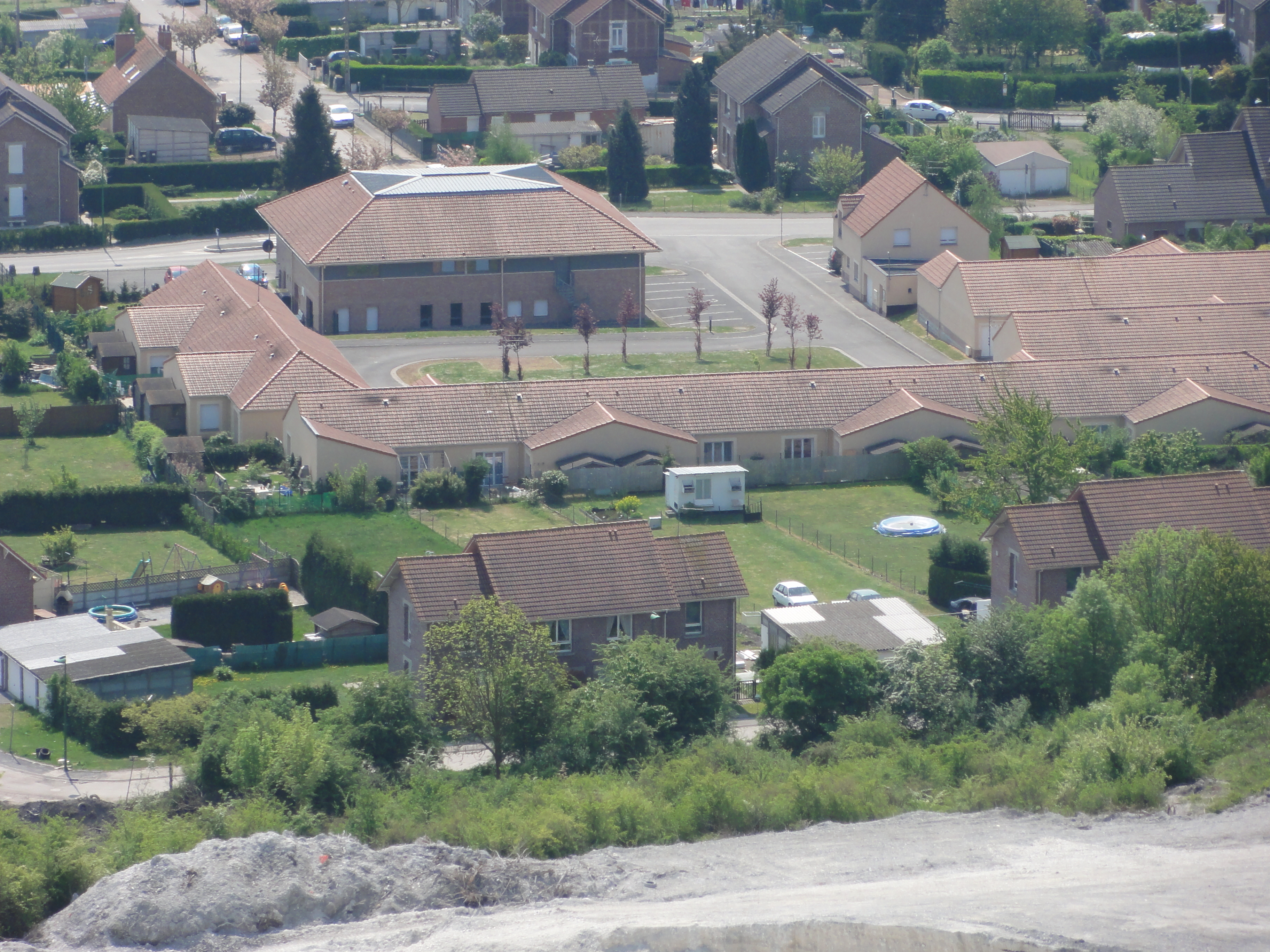
La fosse vue depuis le terril no 74A, dit 11 - 19 de Lens Ouest.

## Architecture
La fosse no 11 bis est un puits d'aérage, en ce sens, elle ne dispose pas d'installations importantes. Entourée par les cités de la fosse no 11 - 19, elle n'est pas reliée au réseau ferroviaire de la Compagnie des mines de Lens. De la construction de la fosse à la Première Guerre mondiale, la fosse se résume à un seul bâtiment principal, équipé d'un chevalement métallique, et flanqué de part et d'autre de puissants ventilateurs, eux-mêmes installés dans chacun une aile du bâtiment principal. Le bâtiment présente de grandes similitudes avec celui de la fosse no 14 bis, sise à Loos-en-Gohelle, sans pour autant être parfaitement identique.
Après la Guerre, la fosse est complètement détruite. Elle est alors reconstruite dans le style architectural des mines de Lens. Le bâtiment principal est toujours flanqué de ses deux ventilateurs, mais le chevalement est en béton armé. C'est une construction en série, ainsi, les puits nos 2, 2 ter, 12 bis, 14 bis et 16 bis sont identiques.